# Sanbornita
La sanbornita es un mineral de la clase de los filosilicatos. Fue descubierta en 1932 en una mina del condado de Mariposa, en el estado de California (EE. UU.), siendo nombrada así en honor de Frank Sanborn, mineralogista estadounidense.

## Características químicas
Es un silicato de bario. Estructuralmente es un filosilicato con anillos de seis tetraedros de sílice.
Además de los elementos de su fórmula, suele llevar como impurezas: aluminio, hierro, magnesio, calcio, estroncio y agua.

## Formación y yacimientos
Aparece en vetas de rocas sedimentarias metamorfizadas, ricas en cuarcita y hornblenda. Se forma en una fase de alta temperatura, siendo el principal componente de los silicatos de bario que se forman cerca de los grandes plutones intrusivos de granito.
Suele encontrarse asociado a otros minerales como: cuarzo, gillespita, diópsido, chorlo, celsiana, pirrotita, witherita, pellyita, taramellita, fresnoíta, muirita o barita.

## Usos
Puede ser extraído como mena de bario.